# データ端末装置
データ端末装置（データたんまつそうち、英: data terminal equipment、DTE）は、利用者の持つ情報を信号に変換し、また受信した信号を情報に変換して利用者に提示する、電気通信の終端に位置する装置。DTEはデータ回線終端装置 (DCE) と通信する。DTE/DCEはIBMが作った用語である。

## 解説
DTEは、データ通信の末端装置であり、データの発生点および終着点として機能し、通信プロトコルを使ってデータ通信を制御する。
データ端末装置は1つの装置の場合もあるし、ユーザーが通信をするのに必要な機能を提供する装置群を組み合わせて構成される場合もある。ユーザーはユーザインタフェースを通してDTEとやり取りする。あるいは観点によってはユーザーをDTEそのものとすることもある。
通常、DTE機器は端末（またはコンピュータ上でエミュレートされた端末）を意味する。DCEはモデムを意味することが多いが、状況によっては加入者回線終端装置 (DSU)、光回線終端装置 (ONU)、ターミナルアダプタ (TA) などを指すこともある。
配線の上では、DTEは雄型コネクタ、DCEは雌型コネクタである。
一般にDCE機器はクロック信号を供給し、DTE機器はそのクロックに同期して動作する。D-subコネクタはピン配置の規約にも従う。
- 25ピンDTE機器は、2番ピンで送信し、3番ピンで受信する。
- 25ピンDCE機器は、3番ピンで送信し、2番ピンで受信する。
- 9ピンDTE機器は、3番ピンで送信し、2番ピンで受信する。
- 9ピンDCE機器は、2番ピンで送信し、3番ピンで受信する。

この用語は、電話会社やシスコシステムズの機器についても、クロック信号の供給関係を表す意味で使われることがある。PC同士をイーサネット・クロスオーバー・ケーブルで直接接続する場合もDTE/DCEと呼ぶことがある。